# Castillo de San Felipe de Menorca

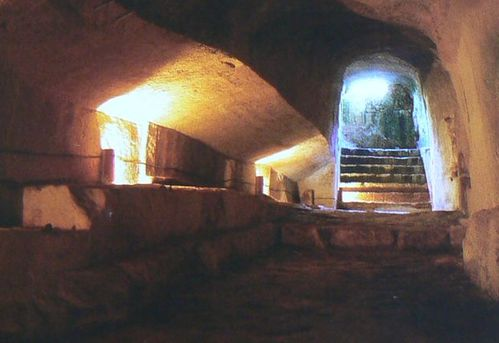
Innenansicht eines Verbindungsganges

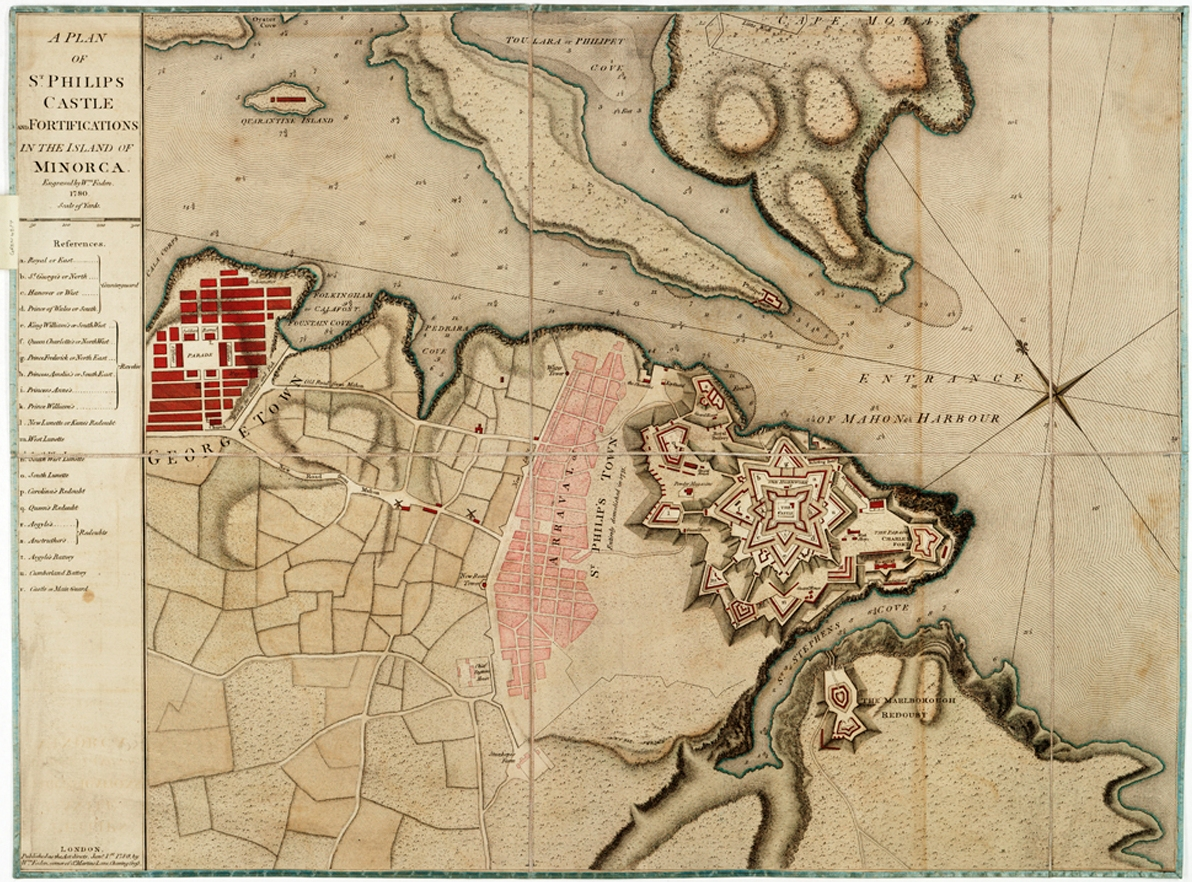
Plan der Festung von Ingenieur Graf Hugo de Cessane

Castillo de San Felipe ist eine spanische Festung aus dem 16. Jahrhundert am Südufer der Mündung des Hafens von Mahón, im Gemeindegebiet von Es Castell auf der Baleareninsel Menorca. 
Die Festung wurde im Stil einer Bastion gebaut, um den periodischen Angriffen des osmanischen Geschwaders im westlichen Mittelmeer entgegenzuwirken, das Menorca zweimal in etwas mehr als zwanzig Jahren angriff. Während der britischen Besetzung von Menorca, diente es als Marinearsenal zur Unterstützung der anderen britischen Kolonie auf spanischem Territorium. 

## Geschichte
Im März 1551 wurde beschlossen, die Verteidigungsanlagen von Menorca zu verstärken, da diese sehr unzureichend waren. Dafür wurde der italienische Ingenieur Graf Hugo de Cessane beauftragt, eine Bastion zu entwerfen, um das Dorf und den Hafen von Mahón zu verteidigen. 1552 begann der Bau der Festung, und 1556 wurde zum ersten Mal die Flagge gehisst um zu signalisieren, dass sie bereits unter Verteidigungsbedingungen als Militärposten galt. 
Am 10. April 1756 eroberte Marschall Louis François Armand de Vignerot du Plessis von den Briten die Festung, bis diese am 28. Juni 1756 kapitulierten (siehe: Siebenjähriger Krieg). Damit geriet Menorca in französischen Besitz.
Im Juni 1779 begann der Krieg zwischen Großbritannien und Spanien. Die Spanier griffen Menorca und die Festung an und eroberten sie. Sie zerstörten nur die Türme und Batterien, die nötig waren, um auf mögliche Angriffe zu reagieren. Im Jahr 1798 wurde Menorca wieder von den Briten erobert, die die Festung von San Felipe wiederaufbauten. Nach sieben-monatiger Belagerung nahmen die Spanier die Festung im Februar 1802 erneut ein und im selben Jahr kehrte Menorca endgültig nach Spanien zurück. Die Briten verließen die Insel und ließen die Festung halb zerstört zurück. 1805 wurde es auf Befehl von Karl IV. zum Teil abgerissen, so dass nur noch die für die Verteidigung des Hafens notwendigen Batterien übrig blieben.
Seit 1998 werden die Ruinen der Festung von San Felipe zusammen mit den anderen Befestigungen des Hafens von Mahón durch das Konsortium des Militärmuseums von Menorca verwaltet und es wurden teilweise die unterirdischen Galerien wieder hergestellt. 2010 wurde ein Teil dieser Einrichtungen der Öffentlichkeit zugänglich gemacht.